# Le Barbier aveugle
Le Barbier aveugle — The Blind Barber dans l'édition originale en anglais — est un roman policier et humoristique de John Dickson Carr publié en 1934. C'est le 4e roman de la série du Dr Gideon Fell.  
Le roman évoque des événements s'étant déroulés à bord du paquebot de luxe Queen Victoria. On soupçonne la présence potentielle d'un dangereux criminel qui doit être arrêté le plus tôt possible, avant le débarquement des passagers. Ceux-ci l'ont surnommé « le Barbier aveugle » dans la mesure où le bandit a signé divers forfaits en laissant sur les lieux un rasoir orné sur le manche d'une gravure d'un barbier aux yeux bandés. Il est aussi question d'une femme mystérieuse qui évoque un secret, et qui disparaît peu de temps après : des taches de sang retrouvées près d'un hublot laissent penser qu'elle aurait été assassinée et jetée à la mer. Il est encore question d'un bijou en émeraude en forme d'éléphant, volé à un collectionneur de bijoux rares. Gideon Fell résout l’affaire « dans un fauteuil » en donnant seulement quelques appels téléphoniques, sans jamais mettre les pieds à bord du Queen Victoria.

## Roman humoristique
Dans son encyclopédie John Dickson Carr : scribe du miracle. Inventaire d'une œuvre, éd. Encrage, 1997, page 49, Roland Lacourbe écrit notamment qu'il s'agit d' :
« (…) un chassé-croisé tragi-comique. Sans doute avec Le Fantôme du cavalier (1953), le roman le plus cocasse de John Dickson Carr. Sans que cet humour désamorce pour autant une intrigue policière de la meilleure veine. (…) Un ouvrage curieux, original, admirablement bien construit, et l'un des rares exemples d'un roman policier (vraiment) humoristique. »

## Principaux personnages

### La victime supposée
- Une jeune femme inconnue et disparue.

### Enquêteurs
- Gideon Fell.
- Henri Morgan : auteur de romans policiers.

### Suspects et témoins
- Curtis (« Curt ») Warren : diplomate et cinéaste américain.
- Thomassen Valvick : capitaine de navire à la retraite.
- Charles Woodcock : représentant en insecticides.
- Lord Sturton : collectionneur de bijoux rares.
- Hector Whistler : commandant du navire Queen Victoria.
- Oliver Harrison Kyle : médecin.
- Jules Fortinbras : marionnettiste français ; oncle de Peggy et Margaret Glenn.
- Peggy Glenn : nièce de Jules Fortinbras.
- Margaret Glenn : nièce de Jules Fortinbras.
- Leslie Perrigord : critique littéraire.
- Cynthia Perrigord : son épouse.

### Personnages secondaires
- M. Baldwin : officier en second à bord du Queen Victoria.
- M. Sparks : radiotélégraphiste à bord du Queen Victoria.
- M. Jennings : inspecteur de police à Scotland Yard.
- Abdul : assistant de Jules Fortinbras.

## Résumé
Le roman est composé de 22 chapitres répartis en deux parties. La première partie regroupe les chapitres 1 à 12, suivie d'un « Interlude ». La seconde partie regroupe les chapitres 13 à 22.

### Mise en place de l'intrigue
Cette section concerne les chapitres 1 à 5 du roman.
Henry Morgan, auteur à succès de romans policiers, est à bord du paquebot Queen Victoria, qui assure la liaison maritime entre New York et Cherbourg, via Southampton. Son prestige lui permet d'obtenir la permission de quitter le navire avant l'accostage dans le port anglais. 
L'écrivain se rend alors directement chez Gideon Fell pour lui révéler la présence potentielle sur le paquebot d'un dangereux criminel qui doit être arrêté avant que les passagers ne débarquent et qu'il puisse ainsi échapper à la justice. Le criminel s'appelle lui-même « Nemo » (terme latin signifiant « personne »), tandis que les autres personnages l’appellent « le Barbier aveugle ».

### L'enquête
Cette section concerne les chapitres 5 à 19 du roman.
Pendant la traversée, vols, agressions et disparitions se sont succédé sans qu'on ait pu mettre la main au collet du coupable qu'un câble de la police de New York qualifie de cambrioleur, doublé d'un assassin, qui signe ses crimes en laissant souvent sur les lieux de ses forfaits un rasoir orné sur le manche par la gravure d'un barbier aux yeux bandés.
Il est aussi question d'une femme mystérieuse qui évoque un secret, et qui disparaît peu de temps après. Des taches de sang retrouvées près d'un hublot laissent penser qu'elle aurait été assassinée et jetée à la mer.
Il est encore question d'un bijou en émeraude en forme d'éléphant volé à lord Sturton, collectionneur de bijoux rares. De même Curtis (« Curt ») Warren s'est fait voler un film compromettant pour plusieurs hommes politiques américains.
Un message est reçu de New York : « Agent fédéral soupçonne escroc responsable affaires Skelly et McGee. Agent fédéral pense médecin aussi imposteur sur votre navire ». À la lecture de ce message, les soupçons se tournent vers le docteur Kyle, soupçonné d'être un imposteur.
Fell énonce à Henri Morgan les 16 indices qui permettent selon lui d'y voir clair dans cette affaire qui part dans tous les sens :
- « l'indice de la suggestion »
- « l'indice de l'occasion »
- « l'indice de l'invisibilité »
- « l'indice de la confiance fraternelle »
- « l'indice des sept rasoirs »
- « l'indice des sept radiogrammes »
- « l'indice de l'élimination »
- « l'indice du style concis »
- « l'indice de l'erreur de chambre »
- « l'indice de la lumière »
- « l'indice du goût personnel »
- « l'indice des explications évitées »
- « l'indice direct »
- « l'indice de la réplique connue »
- « l'indice du malentendu »
- « l'indice concluant »

À titre d'exemple, « l'indice du style concis » concerne le message reçu. L'oubli dans ce message de deux virgules ne montre pas la culpabilité du docteur Kyle, contrairement à ce que le message pouvait laisser penser.

### Dénouement et révélations finales
Cette section concerne les chapitres 20 à 22 du roman.
Par la seule analyse des faits rapportés par Morgan, Fell résout l’affaire « dans un fauteuil » en donnant seulement quelques appels téléphoniques, sans mettre les pieds à bord du Queen Victoria.
L'assassin est « lord Sturton », ou plus précisément l'homme qui a pris sa place. Le vrai lord Sturton est celui qui a été retrouvé assommé à New York. L'imposteur avait fait réaliser une copie de l'émeraude afin de tromper les douanes britanniques. Le mystérieux rasoir découvert dans la cabine de Warren n'était que l'un des rasoirs de lord Sturton dont s'était servi l'assassin pour égorger sa victime, Hilda Keller, la vraie secrétaire du vrai lord Sturton, avant de jeter son corps à la mer.
Même si l'imposteur et assassin est arrêté à bord du navire, jusqu'au bout on ignore sa vraie identité.

## Éditions

### Éditions originales en anglais
- (en) John Dickson Carr, The Blind Barber, New York, Harper, 1934 — Édition américaine
- (en) John Dickson Carr, The Blind Barber, Londres, Hamish Hamilton, 1934 — Édition britannique

### Éditions françaises
- John Dickson Carr (auteur) et Lisa Rosenbaum (traducteur) (trad. de l'anglais), Le Barbier aveugle [« The Blind Barber »], « in » J.D. Carr, vol. 1 - Dr. Fell (1933-1935), Paris, Librairie des Champs-Élysées, coll. « Les Intégrales du Masque. », 1991, 1120 p. (ISBN 2-7024-2090-7, BNF 35476394) Ce volume omnibus réunit les romans suivants : Le Gouffre aux sorcières, Le Chapelier fou, Le Huit d'épées, Le Barbier aveugle, L'Arme à gauche
- John Dickson Carr (auteur) et Lisa Rosenbaum (traducteur) (trad. de l'anglais), Le Barbier aveugle [« The Blind Barber »], Paris, Librairie des Champs-Élysées, coll. « Le Masque no 2113 », 1993, 284 p. (ISBN 2-7024-2285-3, BNF 35563237)

## Autour du roman
- Le lecteur avait déjà croisé le personnage d'Henri Morgan, auteur de romans policiers, dans le roman précédent : Le Huit d'épées.
- En 1934, il n'existait pas de navire « Queen Victoria », dont le nom dans le roman peut faire référence au paquebot Queen Mary. En 2007 a été lancé le Queen Victoria, vaste navire de croisière pour touristes.

## Sources bibliographiques
- Roland Lacourbe, John Dickson Carr : scribe du miracle. Inventaire d'une œuvre, Amiens, éd. Encrage, 1997, pages 49 et 299.